# Братство (Гватемала)
«Братство» (исп. La Cofradía) — неформальная группировка офицеров и генералов гватемальской армии. Объединяло оперативников военной разведки и командиров антипартизанских спецподразделений. Проводило особо жёсткую линию в гражданской войне, придерживалось ультраправой политической ориентации. После войны развилось в ветеранскую ассоциацию Avemilgua. Члены организации играют серьёзную роль в гватемальской политике.

## Состав, идеология, война
Неформальная офицерская группа, впоследствии получившая название La Cofradía, сложилась в гватемальской армии в конце 1970-х годов, при президенте Ромео Лукасе Гарсиа. Её костяк составили оперативники военной разведки, связанные отношениями личной дружбы со времён учёбы в Военной академии — Escuela Politécnica (некоторые из них окончили также Школу Америк) и военно-служебной иерархией.

Лидером и идеологом «Братства» был Кило Аюсо… Непревзойдённым политтехнологом издавна выступал Овалье Мальдонадо. Говорить с народом отлично умел Миранда Трехо, курировавший патрулерос. Ортега Менальдо хорошо понимал в бизнесе, водил дела с Минфином, аккумулировал ресурсы. Кальехас-и-Кальехас был под стать Сисниеге Отеро, его средой являлась мафиозная братва.

Идеология «Братства» основывалась на национализме, ультраправом радикализме и непримиримом антикоммунизме. Свой политический идеал члены «Братства» видели в гоминьдановском Тайване. Большую роль играл фактор армейского товарищества, принципы которого предполагалось заложить в основу общественного устройства. Союзниками организации выступали гражданские ультраправые — MLN, Mano Blanca, PUA.
Офицеры «Братства» отличались особой жёсткостью в ведении гражданской войны, вплоть до «выжженной земли». Они настаивали на тотальном искоренении левых и прокоммунистических сил. Этим они отличалось от конкурирующей армейской группировки El Sindicato — «Синдикат», во главе которого стоял Отто Перес Молина. «Синдикат» выступал за более гибкую политику и военную тактику, но при этом отличался большей коррумпированностью, нежели «Братство».
При правлении Эфраина Риоса Монтта члены «Братства» возглавляли армейские оперативные управления и командовали спецподразделениями. Особую жёсткость они проявили в проведении антипартизанских операций и организации репрессий в районах проживания индейцев майя.

## Власть и связи
После отстранения Риоса Монтта и последующего перехода к гражданскому правлению члены «Братства» оставались на военной службе. Кило Аюсо, Миранда Трехо, Кальехас-и-Кальехас, Ортега Менальдо получили генеральские звания. Кило Аюсо служил в генеральном штабе и министерстве обороны, Ортега Менальдо возглавлял президентский военный штаб.
Американская неправительственная организация WOLA утверждает, что генералы Ортега Менальдо и Кальехас-и-Кальехас причастны к организованной преступности — финансовым аферам, вымогательству, контрабанде оружия и наркотиков. «Братство» причисляется к основным структурам гватемальской оргпреступности, наряду с «Синдикатом», «патрулерос», группировкой бывшего президентского штаба и группировкой сальвадорского мафиози Альфредо Морено.

## Политическая активность
20 июня 1995 года, за полтора года до окончания гражданской войны, группа отставных генералов и офицеров учредила Ассоциацию военных ветеранов Гватемалы (Avemilgua). Инициативу создания проявили члены «Братства». Председателем Avemilgua стал Хосе Луис Кило Аюсо, в 2006 году его сменил Луис Фелипе Миранда Трехо. Политическую активность Ассоциации курирует Эдгар Хустино Овалье Мальдонадо.
Во взаимодействии с Гватемальским республиканским фронтом, Контртеррористической федерацией (FCT), предпринимательским объединением CACIF, организациями бывших «патрулерос» Avemilgua включилась в гватемальскую политику как структура риосмонттизма. В начале 2008 года по инициативе Ассоциации была создана консервативная партия Фронт национальной конвергенции (FCN). В 2012 году генерал Кило Аюсо являлся генеральным секретарём FCN, его заместителями были Миранда Трехо и Овалье Мальдонадо. Таким образом, партию контролировала Avemilgua, происходящая из «Братства».

Избиратели понимали: за социально-консервативными лозунгами семьи и собственности реально стоит ультраправая идеология чести и верности. В прочтении военно-оперативного братства и ветеранской ассоциации.

6 сентября 2015 года кандидат FCN Джимми Моралес (его «правой рукой» считается полковник Овалье Мальдонадо) занял первое место в первом туре президентских выборов. Во втором туре президентских выборов 25 октября 2015 года Джимми Моралес был избран президентом Гватемалы.